# Monsieur Popper et ses pingouins
Pour plus de détails, voir Fiche technique et Distribution.
M. Popper et ses pingouins – ou M. Popper et ses manchots au Québec – (Mr. Popper's Penguins) est un film réalisé par Mark Waters, sorti en 2011 et adapté d'un livre pour enfant de Florence et Richard Atwater publié en 1938.
Le titre français est traduit de façon incorrecte avec le terme « pingouin », les animaux du film étant en réalité des manchots papous.

## Synopsis
Lorsqu'il était enfant, Tommy Popper attendait impatiemment les occasions de parler par radio avec son père, un explorateur toujours parti en excursion. Des années plus tard, Popper est devenu un brillant promoteur immobilier à Manhattan. Sa réussite lui a coûté son couple : divorcé d’Amanda, il ne voit plus ses enfants qu’un week-end sur deux. Il mène une vie solitaire et luxueuse dans son appartement ultramoderne de Park Avenue, et il est sur le point de devenir un des associés de la prestigieuse firme qui l’emploie. Mais lorsqu’un matin, il reçoit l’ultime cadeau de son père décédé, un manchot papou vivant, son existence bascule. En cherchant à se débarrasser de l’animal, Tommy Popper réussit à en obtenir cinq autres par erreur.
Alors que les six manchots transforment peu à peu son appartement en banquise, Tommy Popper voit sa vie déraper. Tout y passe : le contrat de ses rêves, ses relations, sa vie. Mais grâce à ses nouveaux compagnons, il découvre que le bonheur aussi peut faire boule de neige, et reconquiert l'affection de ses enfants.
Quand un malfrat vole les oiseaux, en prétextant les envoyer au zoo, lui et sa famille mettent tout en œuvre pour les retrouver.

## Fiche technique
- Titres français : M. Popper et ses pingouins
- Titre québécois : M. Popper et ses manchots
- Titre original : Mr. Popper's Penguins
- Réalisation : Mark Waters
- Scénario : John Morris, Sean Anders et Jared Stern d'après le roman homonyme de Florence et Richard Atwater (1938)
- Direction artistique : Stuart Wurtzel (supervision) ; Patricia Woodbridge
- Costumes : Ann Roth
- Photographie : Florian Ballhaus (en)
- Montage : Bruce Green
- Musique : Rolfe Kent
- Production : John Davis ; Jessica Tuchinsky, Mark Waters, Derek Dauchy, Joel Gotler (exécutif)
- Sociétés de production : Davis Entertainment, 20th Century Fox
- Sociétés de distribution : 20th Century Fox
- Pays d'origine :  États-Unis
- Langue originale : anglais
- Format : couleurs - 35 mm - 1,85:1 - son Dolby
- Genre : comédie
- Durée : 95 minutes
- Dates de sortie :
  - États-Unis : 17 juin 2011
  - France : 20 juillet 2011

## Distribution
Légende doublage : Version Française = VF et Version Québécoise = VQ
- Jim Carrey (VF : Emmanuel Curtil et VQ : Daniel Picard) : Tommy Popper
- Carla Gugino (VF : Odile Cohen et VQ : Camille Cyr-Desmarais) : Amanda
- Angela Lansbury (VF : Annick Alane et VQ : Élizabeth Lesieur) : Madame Charlotte Van Gundy
- Ophelia Lovibond (VF : Hermine Regnault et VQ : Kim Jalabert) : Poppy
- Madeline Carroll (VF : Camille Timmerman et VQ : Juliette Mondoux) : Janie
- Clark Gregg (VF : Tony Joudrier et VQ : Yves Soutière) : Nat Jones
- Jeffrey Tambor (VF : Philippe Catoire) : Monsieur Gremmins
- David Krumholtz : Kent
- Philip Baker Hall (VF : Benoît Allemane et VQ : Vincent Davy) : Franklin
- Maxwell Perry Cotton (VF : Jules Timmerman et VQ : Charles Sirard-Blouin) : Billy
- James Tupper : Rick
- Dominic Chianese (VF : Michel Ruhl) : lecteur
- William C. Mitchell (VF : Daniel Lobé) : Yates
- Kelli Barrett : mère de Tommy
- Dylan Clark Marshall : jeune Tommy Popper n° 2
- Brian T. Delaney : jeune Tommy Popper (voix)
- Elaine Kussack : secrétaire de Gremmins
- Harlin C. Kearsley : chauffeur de la voiture municipale
- Desmin Borges (en) (VF : Luc Boulad et VQ : Philippe Martin) : Daryl
- Lee Moore : Reginald
- Dominic Colon : Tito
- Jeff Lima : Freddy
- Frank Ciornei : Klaus
- J.R. Horne : Arnold
- Matthew Wolf : ami Arctique (voix)
- Andrew Stewart-Jones : personne chargée du contrôle des animaux
- James Chen : officier des jeux et des poissons
- Rafael Osorio : officier de la marine
- Curtis Shumaker : éboueur
- Joe D'Onofrio : homme dans la rue
- Olga Merediz : nounou
- Betsy Aidem : serveuse dans la taverne
- Angel L. Caban : pêcheur
- Chris Beetem (en) : jeune développeur
- Charles L. Campbell : Vieux Tom Popper Senior (voix)
- Daniel Stewart Sherman : gardien de zoo
- Mike Massimino : policier n° 1
- Charlie Semine : Quint

## Sortie et accueil

### Box-office
| Pays ou région    | Box-office      | Date d'arrêt du box-office | Nombre de semaines |
| ----------------- | --------------- | -------------------------- | ------------------ |
| États-Unis Canada | 68 224 452 $    | 20 octobre 2011            | 18                 |
| France,           | 762 056 entrées | 30 août 2011               | 6                  |
| Mondial           | 189 624 452 $   |                            |                    |

## Autour du film
- Pour le tournage, de vrais manchots papous ont été filmés aux côtés de Jim Carrey pour certaines scènes du film, les autres faisant appel aux animatroniques et aux images de synthèse[2].
- Pour que les manchots puissent suivre Jim Carrey sans problème, l'acteur se balada pendant tout le film avec des sardines dans les poches.
- Pour le bien-être des animaux, les plateaux de tournage ont dû être climatisés[2].
- On peut noter un clin d'œil aux Beatles quand les manchots traversent la route sur le passage piéton, parodiant la célèbre pochette d'Abbey Road.
- Un autre clin d'œil, cette fois-ci, au film Ace Ventura lorsque le propriétaire rend visite à M. Popper et l'informe que les animaux sont interdits dans l'immeuble.